# Кантер, Розалинд
Розалинд Кантер (англ. Rosalind Canter; род. 13 января 1986, Hallington, Линкольншир) — британская всадница, выступающая в соревнованиях по конному спорту. Чемпион мира 2018 года. 8 мая 2023 года выиграла Badminton Horse Trials на лошади Lordships Graffalo. В 2024 году на летних Олимпийских играх в Париже завоевала золотую медаль в командном троеборье по конному спорту.

## Биография
Кантер выросла на семейной ферме в Халлингтоне, графство Линкольншир. Окончила школу Кидгейт в Луте, в середине 1990-х годов вместе со своей сестрой Меган занималась плаванием. В гимназии в Луте также участвовала в соревнованиях по бегу по пересеченной местности вместе со своей сестрой Гарриет. Вместе с Гарриет и Меган она играла в хоккей за команды Louth Ladies и Louth Juniors. И Меган и Гарриет также участвовали в конных соревнованиях в 1990-х годах. Окончила Университет Шеффилда Халлама.
Среди результатов Кантер на CCI **** — пятое место на Badminton Horse Trials 2017 на лошади Allstar B и девятое место на Luhmühlen Horse Trials 2017 на лошади Zenshera. Затем она выиграла командное золото и заняла пятое место в личном зачете на Чемпионате Европы по конному спорту 2017 года на лошади Allstar B, а затем заняла седьмое место на соревнованиях Stars of Pau 2017 года на лошади Zenshera. В мае 2018 года она заняла третье место на Badminton Horse Trials на лошади Allstar B.
Кантер завоевала две золотых медали на Всемирных конных играх FEI 2018 года в Трайоне, выступая на лошади Allstar B. Кантер стала пятой британской всадницей, ставшей чемпионкой мира в World Eventing Championships, после Мэри Гордон-Уотсон (1970), Люсинды Грин (1982), Вирджинии Ленг (1986) и Зары Филлипс (2006).
В 2022 году она на лошади Lordships Graffalo участвовала в Чемпионате мира по конному спорту в Пратони-дель-Виваро в составе британской команды, где они заняли 4-е место как индивидуально, так и в составе команды.